# رحم (فیلم)
رحم (انگلیسی: Womb) یک فیلم است که در سال ۲۰۱۰ منتشر شد. از بازیگران آن می‌توان به اوا گرین، مت اسمیت، لسلی منویل، هانا موری، و ناتالیا تنا اشاره کرد.